# Cynoglossus bilineatus
Cynoglossus bilineatus är en fiskart som först beskrevs av Lacepède 1802.  Cynoglossus bilineatus ingår i släktet Cynoglossus och familjen Cynoglossidae. Inga underarter finns listade i Catalogue of Life.